# Marija Agnezija Pantelić
Marija Agnezija Pantelić (Ferdinandovac, 12. lipnja 1915. – Zagreb, 8. listopada 2008.), hrvatska paleoslavistica.  Najkompetentnija je istraživateljica hrvatskoglagoljske liturgijske građe.

## Životopis
Marija Pantelić je rođena u Ferdinandovcu 1915. godine, gdje je također završila osnovnu školu. U Zagrebu je završila gimnaziju. U samostan Sestara milosrdnica stupila je 1935. i uzela redovničko ime s. Agnezija. Studirala je na zagrebačkom Filozofskom fakultetu diplomirala na kojem je diplomirala ondašnju XVI. grupu (hrvatski jezik i južnoslavenske književnosti, staroslavenski i ruski jezik, narodnu povijest te francuski jezik s književnošću). Diplomirala je 1941. nakon čega je radila u srednjim školama u Zagrebu. Bila je suplentica na Privatnoj ženskoj realnoj gimnaziji Sestara milosrdnica s pravom javnosti u Zagrebu i poslije na IX. ženskoj gimnaziji na Savskoj cesti u Zagrebu do rujna 1946. godine. Za profesoricu srednjih škola položila je državni stručni ispit 31. kolovoza 1944. godine. 
Od 1949. radila je u Staroslavenskom institutu "Svetozar Rittig" u Zagrebu. Doktorirala je na temi "Hrvatskoglagoljski kodeksi krbavskoga područja u 14. i 15. stoljeću". Hrvatsku glagoljašku građu obrađivala je s povijesnoliturgijskoga, jezičnoga, pismovnoga i iluminacijskoga vida često se baveći teškim pitanjima datacije i lokalizacije tekstova.
Zaslužna je za to što je Nacionalna i sveučilišna knjižnica u Zagrebu otkupila vrijedni glagoljski rukopis Mavrov brevijar od vlasnika iz Italije. 
Filolozima i kulturnoj javnosti otkrila je Bartola Krbavca, pisca i iluminatora nekoliko glagoljičnih liturgijskih knjiga.
Sudjelovala je u objavljivanju javnosti važnih pretisaka glagoljaških tekstova Prvotiska misala, Hrvojeva misala, Drugoga novljanskog brevijara te poznate hrestomatije Hrvatska srednjovjekovna književnost.
Analizom kalendara i sanktorala dokazala je da je Misal kneza Novaka iz 1368. bio glavni, no ne i jedini, tekstovni predložak prve hrvatske inkunabule (Misal po zakonu rimskoga dvora, 1483.) te da je taj predložak priređen u Istri. 
Istraživanja č.s. Marije Agnezije Pantelić na Hrvojevom misalu bila su uvod u pretisak. Istražila je iluminaciju, a tekst analizirala i transliterirala i sve je rezultiralo pretiskom 1973. godine. Istaknuto joj je djelo studija o glagoljičnim fragmentima Kijevskim i Sinajskim listićima, za koje je dokazala da su nastali na pograničnom i mješovitom području "kao što je bila dubrovačka Astareja i poluotok Pelješac sa svojim humskim zaleđem" te da su Kijevski listići spomenik jednoga dijela gregorijanskog sakramentara s istočnom leksikom i izrazima, dok Sinajski listići predstavljaju najstariju istočnu liturgiju "protkanu oracijama suvremene zapadne duhovnosti".

## Vanjske poveznice
- Staroslavenski institut  Arhivirana inačica izvorne stranice od 5. kolovoza 2016. (Wayback Machine)
- Kršćanska sadašnjost - Marija Agnezija Pantelić  Arhivirana inačica izvorne stranice od 8. kolovoza 2020. (Wayback Machine)
- VIAF
- Slovo: časopis Staroslavenskog instituta, No.59 Prosinac 2009. Anica Nazor: Marija s. Agnezija Pantelić